# Bothrops mattogrossensis
Bothrops mattogrossensis, popularmente conhecida como jararaca-pintada, é uma espécie de serpente da família Viperidae. É encontrada no Peru, Bolívia, Paraguai e Brasil (Amazonas, Rondônia, Mato Grosso, Tocantins, Goiás, Mato Grosso do Sul e São Paulo).